# Močunigi
Močunigi so nekdanje naselje v Slovenski Istri, ki upravno spada pod Mestno občino Koper, dejansko pa opuščeni zaselek dveh hiš na južnem delu Šavrinskega gričevja, na slemenu nad dolino potoka Malinske, tik ob državni meji s Hrvaško. 

## Zgodovina
V franciscejskem katastru se zaselek omenja pod imenom Kocjančiči, kar je zelo pogost priimek v okolici in je bilo ime naselja verjetno povezano s priimkom tedanjih prebivalcev. 
Zadnji prebivalci Močunigov naj bi bila rodbina Bembič. Imeli so mlatilnico s katero so mlatili žito tudi za okoliške kmetije. V tistem času naj bi na družinskem posestvu živelo devet ljudi. Ivan Bembič z ženo in štirimi otroci so bili zadnji potomci nekdanje velike rodbine. Ko so se člani rodbine izselili v Italijo leta 1971, so se Močunigi izpraznili.

## Opis
Od najbližjega zaselka Hrvoji so Močunigi oddaljeni zgolj približno dva kilometra. Mimo teče manjši potok Valica, ki se kmalu izliva v nekoliko večjo Malinsko. Na južni strani Močunigov se dviga hrib Sovinjak, ki pa je sedaj povsem porasel z gozdom. Zaradi neobdelave je tudi v tem delu Istre gozd sčasoma prerasel polja in senožeti. Ko je zaselek še živel, so se njegovi prebivalci ukvarjali s kmetijstvom in gozdarstvom, opravljali so tudi druge dejavnosti, ki so bile vezane na podeželsko življenje.
Na osrednjem dvorišču v Močunigih je še sedaj ohranjen velik vodnjak (šterna), ki je svoje dni oskrbovala posestvo s svežo pitno vodo. Tako kot v mnogih istrskih zaselkih je bil tudi tu urejen puč, kjer se je napajala živina.

## Dostop
Dostop do nekdanjega naselja, ki nima stalnih prebivalcev, je samo s ceste Hrvoji - Kućibreg, s hrvaške strani.